# Tmolus echion
Tmolus echion là một loài bướm ngày thuộc họ Bướm xanh. Nó được tìm thấy ở Brasil, phía bắc đến Sinaloa và Tamaulipas in México. Rare strays can be được tìm thấy ở miền nam Texas. Nó được du nhập vào Hawaii năm 1902 to control lantana.
Sải cánh dài 22–32 mm. Con trưởng thành bay vào tháng 5 in miền nam Texas và all quanh năm in Hawaii và Mexico. Adults feed on flower nectar.
Ấu trùng ăn various tropical plants bao gồm verbena, mint và potato species.

## Hình ảnh

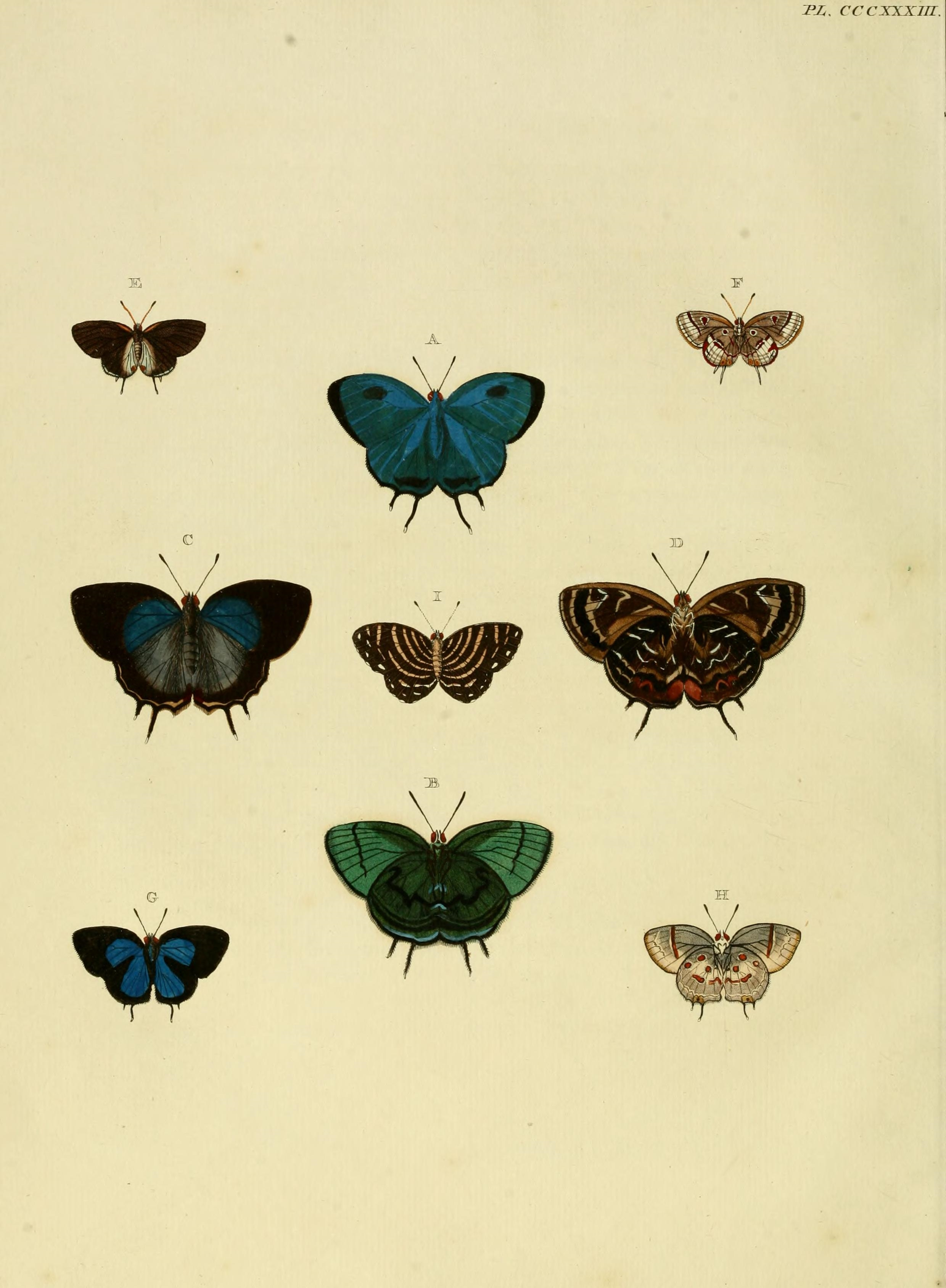
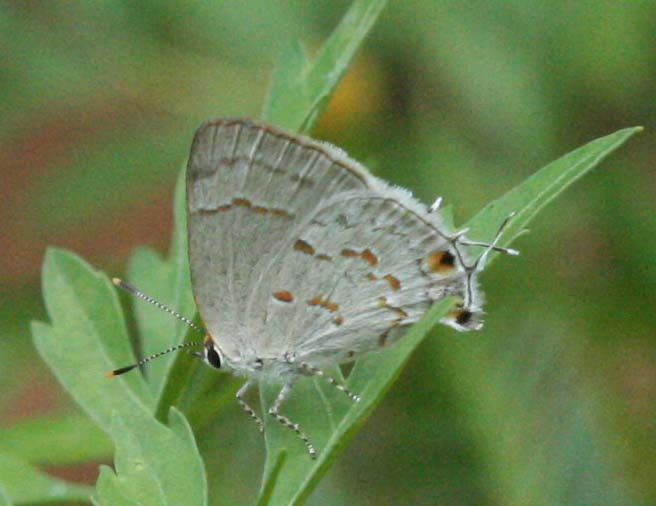